# Lembang (plaats)
Lembang is een plaats op West-Java in Indonesië, gelegen op ongeveer 1200 meter hoogte en ten noorden van Bandung. Lembang heeft ongeveer 17.000 inwoners. Het ligt op de helling van de vulkaan Tangkuban Perahu. De naam Lembang is ontleend aan de naam van een grassoort.
Het heeft een koel klimaat door zijn hoge ligging en dat maakt de verbouw van veel soorten groenten en fruit mogelijk. Het plaatsje is vooral bekend vanwege zijn gevarieerde groente- en fruitcultuur die daar op de markt verkocht wordt. Daarnaast is het een van de weinige plaatsen in Indonesië waar Friese melkkoeien kunnen aarden en het heeft een straatje waar allerlei melkproducten (ijs en milkshakes) verkocht worden.

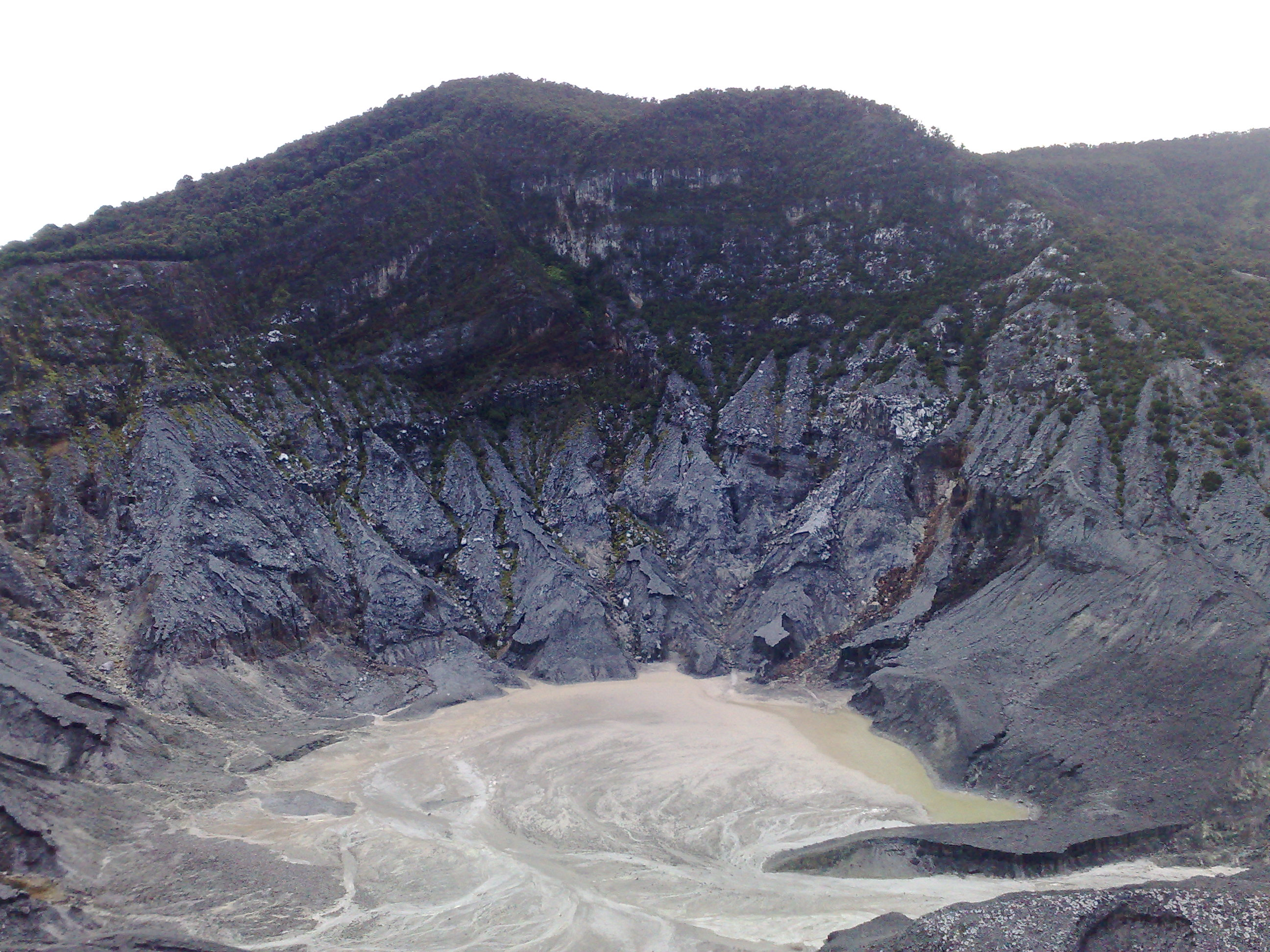
De vulkaantop van de Tangkuban Perahu

## Bijzondere locaties
- De vulkaan Tangkuban Perahu met meerdere kraters.
- Situ Lembang, een meer 10 km noordwestelijk van Lembang.
- Grand Hotel Lembang met een koloniale vleugel van appartementen, fungeerde na de Japanse aanval in de Tweede Wereldoorlog tijdelijk als hoofdkwartier van de geallieerden onder de Britse generaal Wavell.
- Het vakantieverblijf Sapu Lidi.
- Het Bosscha Observatorium (Lembang Sterrenwacht) gesticht door de nog steeds ereburger van Bandung zijnde Karel Albert Rudolf Bosscha.
- Maribaya warme bronnen en park.
- De wandelroute van hieruit naar Dago (Bandung) door een kloof.